# Kebbepura, Gundlupet
Kebbepura là một làng thuộc tehsil Gundlupet, huyện Chamarajanagar, bang Karnataka, Ấn Độ.